# Nači (1927)
Nači (japonsky 那智 – hora v prefektuře Wakajama) byl těžký křižník Japonského císařského námořnictva třídy Mjókó, jejíž jednotky byly v době svého dokončení nejsilněji vyzbrojenými těžkými křižníky na světě. Účastnil se bojů za druhé světové války.
Po vypuknutí války v Pacifiku podporoval japonský útok na Filipíny, obsazení Ambonu a Celebes. Během podpory invaze do Nizozemské východní Indie se zúčastnil bitvy v Jávském moři i navazující bitvy u Baweanu. Počátkem června 1942 se zúčastnil operace „AL“ proti Aleutám. Během svého působení v severním Pacifiku se v březnu 1943 zúčastnil bitvy u Komandorských ostrovů.
V říjnu 1944 se během bitvy u Leyte zúčastnil závěrečné fáze bitvy v průlivu Surigao, kde se srazil s hybridním těžkým křižníkem Mogami. Během oprav v Manilské zátoce jej 5. listopadu 1944 napadla a potopila letadla z letadlových lodí TG 38.3 USS Ticonderoga a USS Lexington.
U japonských jmen je rodné jméno uváděno na prvním místě a rodové jméno na druhém

## Popis
Nači se vyznačoval (jako všechny jednotky třídy Mjókó) charakteristickou siluetou se třemi dělovými věžemi na přídi (dělová věž č. 2 byla v superpozici), dvěma na zádi, dvěma šikmými komíny a relativně malým můstkem (v porovnání s jinak velice podobnou následující třídou Takao).
Hlavní dělostřeleckou výzbroj tvořilo zpočátku deset 200mm děl s hlavní délky 50 ráží v pěti dvouhlavňových věžích modelu D. Ty byly v roce 1932 nahrazeny za stejný počet výkonnějších 203mm kanónů s delším dostřelem a těžším projektilem při zachování dělových věží modelu D.

## Stavba
Stavba čtyř nových křižníků byla schválena parlamentem v březnu 1923, přičemž stavba prvních dvou jednotek měla být financována z rozpočtu fiskálního roku 1923 a 1924. Velké zemětřesení v Kantó z 1. září 1923 si ale vynutilo posunutí zahájení stavby. Druhá jednotka nesla zpočátku označení Dai–roku kókjú džunjókan (第六高級巡洋艦 ~ 6. křižník třídy A), ale 10. prosince 1923 bylo šestému těžkému křižníku pro císařské námořnictvo přiděleno jméno Nači. Stavba byla zahájena na skluzu číslo 3 Kure kaigun kóšó (呉海軍工廠 ~ Námořní arsenál Kure) až 26. listopadu 1924 (jako předposlední ve třídě). Dne 24. prosince došlo při stavbě k neštěstí, když se při zvedání nadměrného nákladu převrátily dva přístavní jeřáby a zabily tři dělníky. Dne 15. června 1927 byl Nači spuštěn na vodu jako druhý ve své třídě.
Od 21. května 1928 vykonával funkci gisó inčó (艤装員長 ~ vrchní dozorce dokončovacích prací) taisa (大佐 ~ námořní kapitán) Jošijuki Niijama. Ten byl také od 10. září 1928 až do 30. listopadu 1929 prvním velitelem Nači.
I když Nači ještě nebyl na podzim 1928 zcela dokončen, bylo – vzhledem k plánované „korunovaci“ císaře Hirohita – rozhodnuto přijmout Nači do služby a prezentovat jej na korunovační námořní přehlídce. Toto politické rozhodnutí bylo motivováno zahraniční účastí – zejména lodí Royal Navy – na přehlídce. Práce na Nači byly proto 22. října zastaveny a provizorně dokončený křižník ještě téhož dne vyplul na cvičnou plavbu. Při výtlaku 12 200 T, výkonu strojů 133 670 koňských sil (99,68 MW – nejvíc z celé třídy) a 322 otáčkách šroubů za minutu dosáhl rychlosti 35,53 uzlů (65,802 km/h). Dne 26. listopadu 1928 byl oficiálně přijat do služby. Stal se tak první lodí své třídy, která byla „dokončena“ a zároveň prvním washingtonským křižníkem císařského námořnictva, který byl od počátku projektován podle restrikcí washingtonské konference. Přesto ale Nači dohodnutý maximální standardní výtlak 10 000 T překročil.
Dne 4. prosince 1928 se Nači zúčastnil slavnostní přehlídky v Jokohamě a po jejím skončení se opět vrátil do loděnice. Opravdu dokončen byl až v dubnu 1929.

## Služba

### Předválečné období

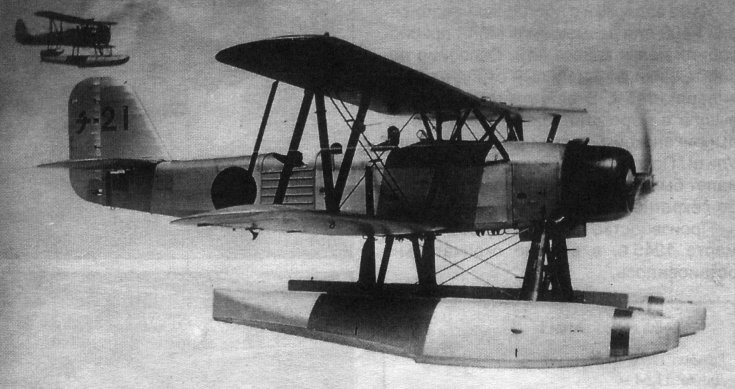
Od modernizace 1934/35 až do počátku války nesl Nači dvouplošné hydroplány Kawaniši E7K. Zde E7K2 od Činkai kókútai

Po skutečném dokončení zahájil v květnu 1929 Nači druhé zkoušky. Po ukončení zkoušek hostil Nači ve dnech 28. a 29. května císaře Hirohita na jeho cestě z Jokohamy do Ósaky. Cesta vedla přes ostrov Hačidžódžima a města Kušimoto a Kóbe. Spolu s Nači plula bitevní loď Nagato a doprovázela je 3. kučikutai (駆逐隊 ~ divize torpédoborců). Druhý den cesty Hirohito přestoupil na bitevní loď, která mu přece jen poskytovala větší pohodlí.
Když vstoupily do služby i zbývající jednotky, byla 30. listopadu zřízena 4. džunjókan sentai (巡洋艦戦隊 ~ křižníková divize) tvořená všemi čtyřmi křižníky třídy Mjókó a podřízena 2. kantai (艦隊 ~ loďstvo). Vlajkovou lodí se stala Ašigara.

### Druhá světová válka
Křižník se aktivně účastnil války v Tichomoří. Během japonské invaze do Nizozemské východní Indie byl poškozen spojeneckými loděmi v bitvě v Jávském moři, kde naopak jeho torpédo pravděpodobně potopilo holandský křižník Java. Po opravě sloužil převážně v severním Tichomoří a podílel se na bojích o Aleutské ostrovy.
Součástí těchto bojů byla i Bitva u Komandorských ostrovů, v níž se Japonci snažili dopravit zásoby na okupované ostrovy, ale americký svaz TG 16.6 jim v tom zabránil. V této bitvě byl křižník Nači opět poměrně značně poškozen.
Po dalších opravách a vylepšeních v Jokosuce byl křižník převelen do oblasti Filipín, kde se účastnil řady námořních střetnutí, souhrnně nazývaných bitva u Leyte. Z prvního souboje v úžině Surigao sice vyvázl jen s poškozením (srazil se s křižníkem Mogami) a unikl do Manily, nicméně zde se stal terčem amerických náletů, které jej nakonec 5. listopadu 1944 potopily v Manilské zátoce.
Dne 20. ledna 1945 byl Nači vyškrtnut ze seznamu lodí japonského císařského námořnictva.